# Tolclofos-methyl
Tolclofos-methyl ist eine chemische Verbindung aus der Gruppe der Thiophosphorsäureester.

## Gewinnung und Darstellung
Tolclofos-methyl kann durch Reaktion von 2,6-Dichlor-4-methylphenol mit Dimethylthiophosphorylchlorid oder durch Reaktion von 2,6-Dichlor-4-methylphenol mit Thiophosphoryltrichlorid und anschließend mit Methanol gewonnen werden.

## Eigenschaften
Tolclofos-methyl ist ein farbloser Feststoff mit schwachem charakteristischen Geruch, der praktisch unlöslich in Wasser ist.

## Verwendung
Tolclofos-methyl wird als Wirkstoff in Pflanzenschutzmitteln verwendet. Der Phosphorsäureester wird als Fungizid zur Bekämpfung von Boden-Krankheiten, die durch Rhizoctonia solani, Corticium rolfsii, Typhula incarnata und Typhula ishikariensis verursacht werden, eingesetzt. Die Wirkung beruht auf der Beeinträchtigung des Myzelwachstums durch Hemmung der Phospholipid-Biosynthese.

## Zulassung
Tolclofos-methyl ist seit 1983 in Deutschland zugelassen. Mit Wirkung zum 1. Februar 2012 wurde es von der Europäischen Union für Anwendungen als Fungizid zugelassen.
In einigen Staaten der EU sind Pflanzenschutzmittel mit diesem Wirkstoff zugelassen, nicht jedoch in Deutschland, Österreich und der Schweiz.

## Nachweis
Tolclofos-methyl kann mittels Gas- und Flüssigchromatographie wie auch durch Immunassay-Verfahren nachgewiesen werden.